# Варде
Варде (дан. Varde) је град у Данској, у западном делу државе. Град је у оквиру покрајине Јужне Данске, где са околним насељима чини једну од општина, Општину Варде.

## Природни услови
Варде се налази у западном делу Данске. Од главног града Копенхагена, град је удаљен 290 километара југозападно. Најближи значајнији град је Есбјерг, 20 километара јужно од Вардеа.
Град Варде се налази у западном делу данског полуострва Јиланд, близу обале Северног мора. Подручје око града је равничарско. Надморска висина града креће се од 5 до 20 метара.

## Историја
Подручје Вардеа било је насељено још у доба праисторије. Данашње насеље јавља се у средњем веку. Насеље је добило градска права 1442. године.
И поред петогодишње окупације Данске (1940-45.) од стране Трећег рајха Варде и његово становништво нису много страдали.

## Становништво
Варде је 2010. године имао око 13 хиљада у градским границама и око 50 хиљада са околним насељима.

## Збирка слика
- Главна градска црква, посвећена св. Јакову
- Градаки центар за омладину
- Градско читалиште